# La Bonneville
La Bonneville è un comune francese di 174 abitanti situato nel dipartimento della Manica nella regione della Normandia.

## Società

### Evoluzione demografica
Abitanti censiti